# Franz Hein
Franz Hein (Karlsruhe, 30 giugno 1892 – Jena, 26 marzo 1976) è stato un chimico tedesco, noto per essere stato il primo a preparare complessi π-arenici dei metalli di transizione.

## Vita
Franz Hein nacque a Karlsruhe nel quartiere di Grötzingen. La famiglia si trasferì a Lipsia, e qui Hein frequentò prima il liceo e poi l'università di Lipsia dal 1912 al 1917. A quei tempi l'università di Lipsia era tra le più famose per la chimica. Hein ottenne il Ph.D. nel 1917 con una tesi su derivati del trifenilmetano e sulla spettroscopia di composti del bismuto. Rimase a Lipsia come Assistent e poi, dal 1920, come Oberassistent, fino ad ottenere la Habilitation a professore nel 1923. Già in questo periodo aveva sintetizzato il primo composto tra un metallo di transizione ed un arene; la prima pubblicazione in questo campo è del 1919, e riguarda un composto arene−cromo(I). In seguito iniziò a studiare l'elettrochimica di sistemi organometallici. Dal 1942 al 1965 lavorò a metallocarbonili derivatizzati con metalli dei gruppi principali.
Nel 1942 si spostò all'università di Jena dove divenne direttore dell'istituto di chimica inorganica. Nel marzo 1945 l'università venne distrutta in un attacco aereo. Nel 1946 Hein tornò a Jena e contribuì alla ricostruzione degli istituti chimici. Tenne la cattedra di chimica inorganica fino al suo pensionamento, avvenuto nel 1959. Morì a Jena il 26 marzo 1976.

## Ricerche

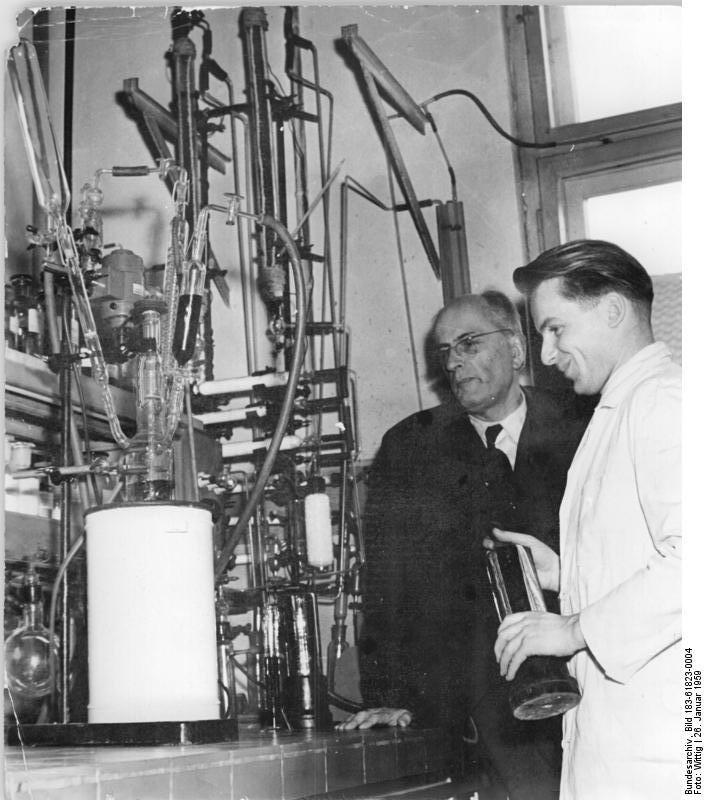
Franz Hein (a sinistra) a colloquio con Ernst Kurras (1959)

Le sue ricerche più famose riguardano i composti arene−cromo. Facendo reagire tricloruro di cromo anidro, CrCl3, e bromuro di fenilmagnesio, C6H5MgBr, Hein creò una serie di composti che avrebbe cambiato il mondo della chimica, anche se non fu mai in grado di capirne la struttura. Hein chiamò sali di fenilmagnesio i nuovi composti, scrivendo formule come (C6H5)5CrX, (C6H5)4CrX, e (C6H5)3CrX. Considerando le conoscenze chimiche del tempo, queste strutture apparivano ragionevoli. Solo molti anni più tardi, dopo la scoperta del ferrocene, Zeiss, Tsutsui e altri scoprirono che la struttura corretta era quella di composti a sandwich.  
Oltre a numerosi articoli su riviste specialistiche, Hein scrisse anche un libro di testo sulla chimica dei composti di coordinazione.